# Sacramentario di San Gereone

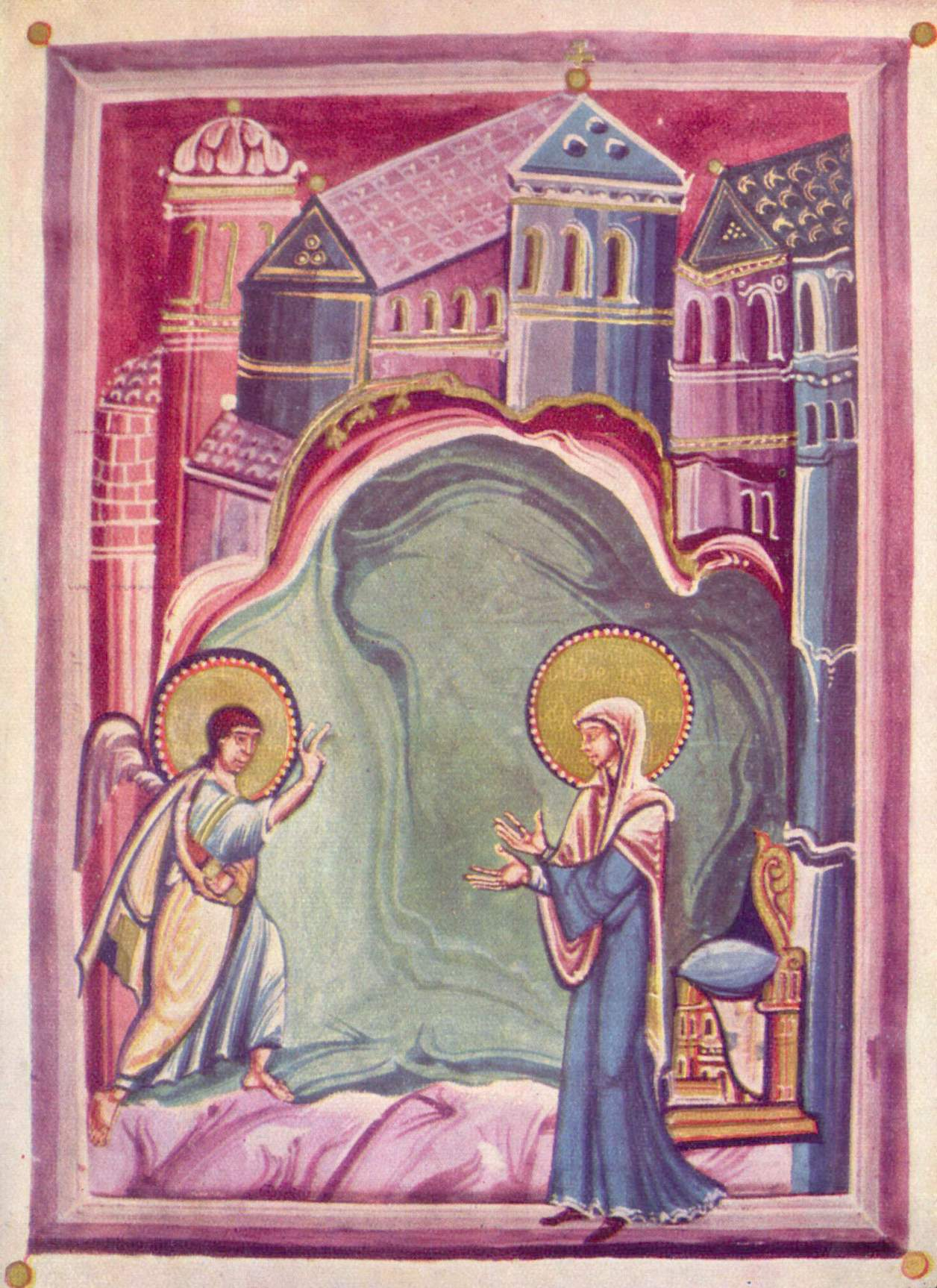
Decorazione del Sacramentario di San Gereone raffigurante l'Annunciazione

Il Sacramentario di San Gereone è un sacramentario realizzato per la chiesa di San Gereone, a Colonia, tra il 996 e il 1002. Conservato presso la Biblioteca nazionale di Francia a Parigi, presenta decorazioni relative alle festività più importanti dell'anno liturgico ad opera di due diversi artisti, uno dei quali ha realizzato l'Annunciazione, la Natività, la Maiestas Domini e la Pentecoste.
L'Annunciazione, inserita in una cornice con quattro sfere agli angoli, ha la Vergine, che si trova all'interno di uno spazio di colore verde, simile alla valva delle ostriche, simbolismo usato per sottolineare la verginità della madre di Dio, in quanto la perla era ritenuta, secondo i naturalisti antichi, prodotta dalla conchiglia senza bisogno della fecondazione maschile, mentre si è alzata di scatto da una cattedra a forma di trono, e si volge verso l'angelo benedicente, che entra da sinistra. Al di sopra della scena la città di Nazaret sullo sfondo purpureo.